# Millemont
Millemont ist eine französische Gemeinde mit 278 Einwohnern (Stand: 1. Januar 2022) im Département Yvelines in der Region Île-de-France. Sie gehört zum Arrondissement Rambouillet und zum Kanton Aubergenville (bis 2015: Kanton Montfort-l’Amaury). Die Einwohner werden Millemontais genannt.

## Geographie
Millemont befindet sich etwa 36 Kilometer westlich von Paris. Umgeben wird Millemont von den Nachbargemeinden Béhoust im Norden, Garancières im Osten und Nordosten, La Queue-les-Yvelines im Osten und Südosten, Grosrouvre im Süden und Südosten, Gambais im Süden und Südwesten, Bazainville im Westen sowie Orgerus im Westen und Nordwesten.
Am südlichen Rand der Gemeinde führt die Route nationale 12 entlang.

## Bevölkerungsentwicklung
| Jahr                      | 1962 | 1968 | 1975 | 1982 | 1990 | 1999 | 2006 | 2013 |
| Einwohner                 | 115  | 117  | 92   | 142  | 173  | 206  | 241  | 243  |
| Quelle: Cassini und INSEE |      |      |      |      |      |      |      |      |

## Sehenswürdigkeiten
Siehe auch: Liste der Monuments historiques in Millemont
- Kirche Saint-Martin-Saint-Maurice, im neoklassizistischen Stil 1842 erbaut
- Schloss Millemont, 1515 erbaut, Umbauten bis in das 18. Jahrhundert

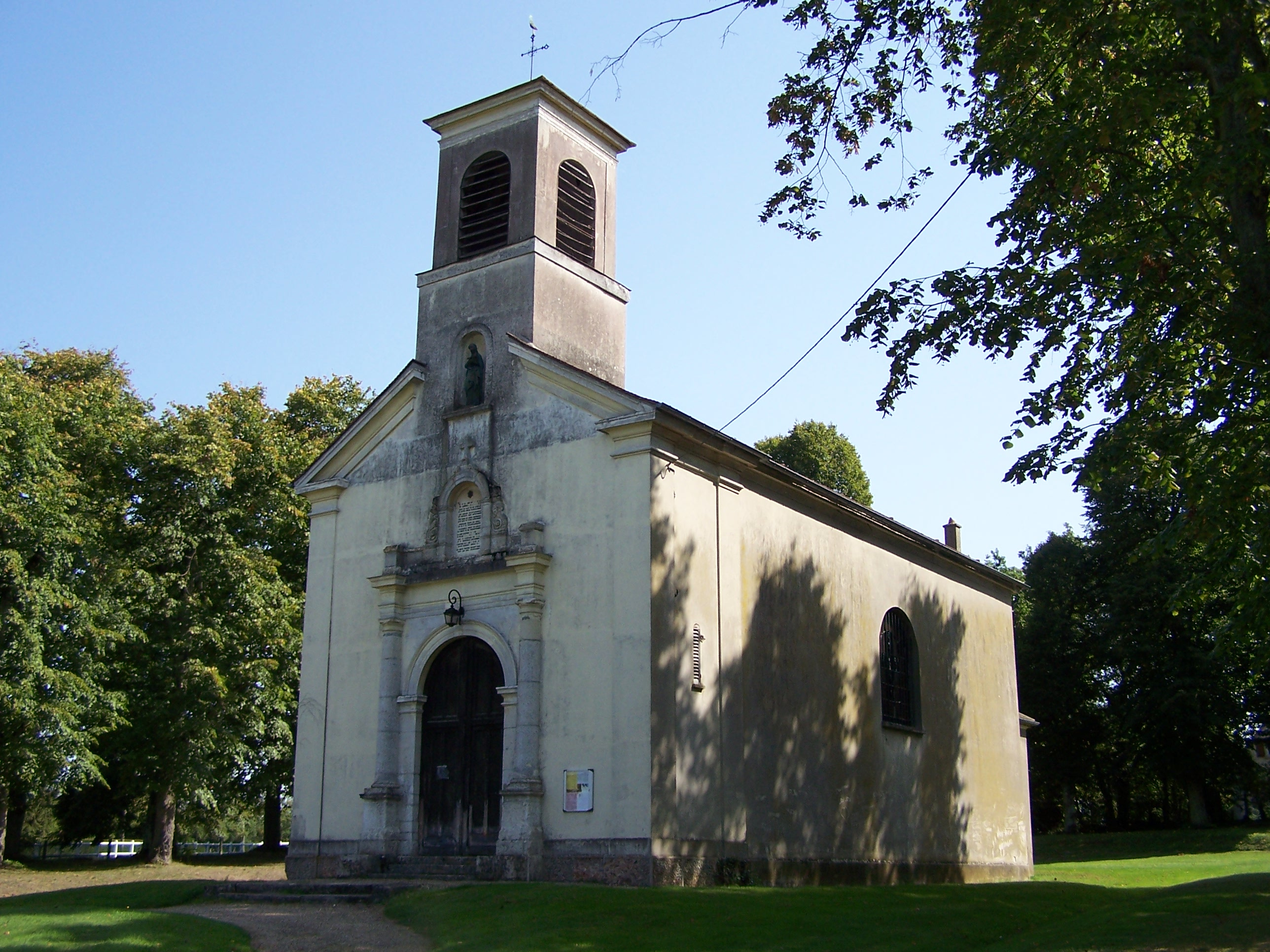
Kirche Saint-Martin-Saint-Maurice
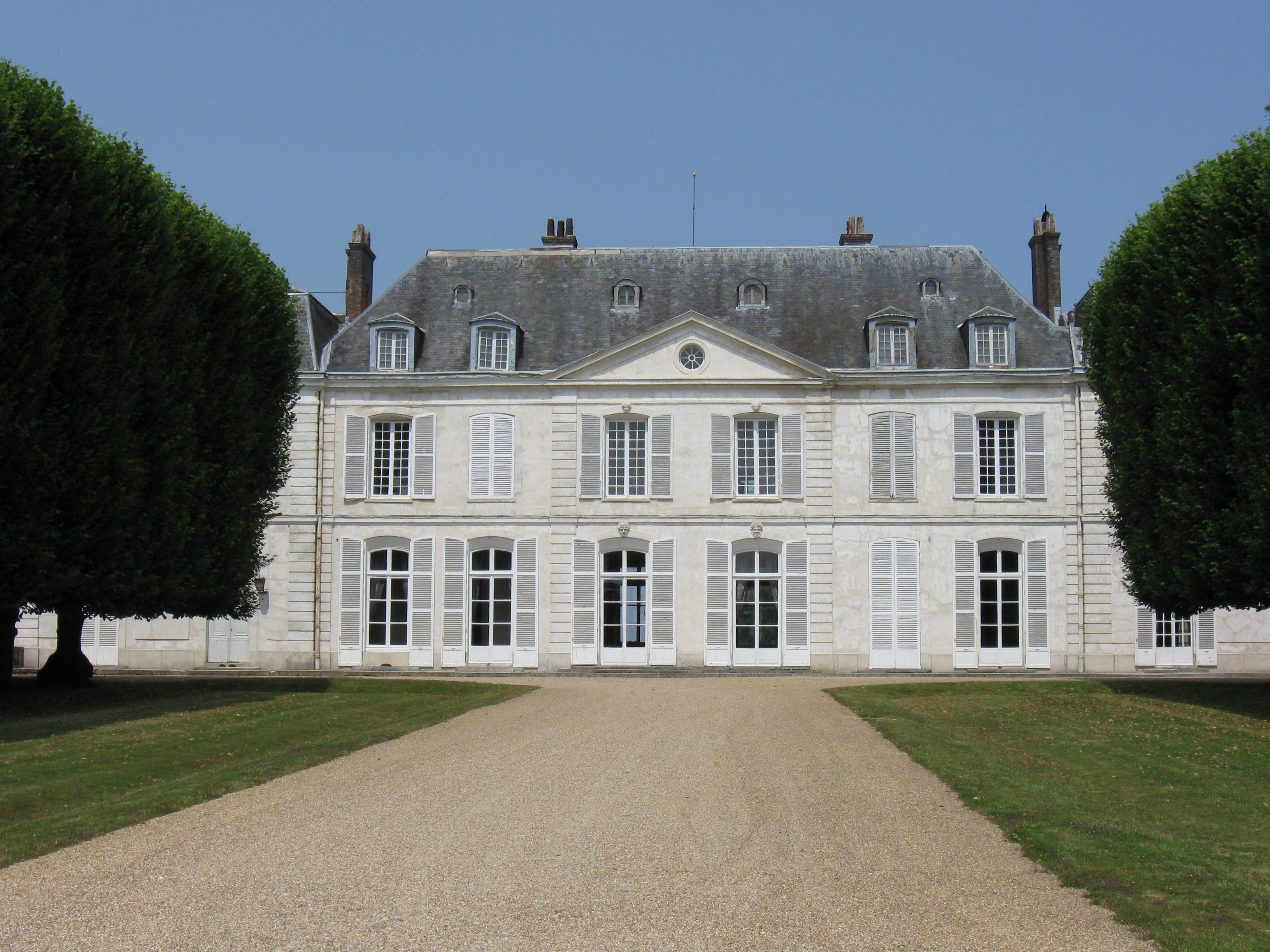
Schloss Millemont

## Persönlichkeiten
- Camille Armand Jules Marie de Polignac (1832–1913), Adliger und Offizier im Sezessionskrieg
- Charles Dufresne (1876–1938), Maler des Kubismus und Orientalismus